# Laternaria viridicastanea
Laternaria viridicastanea är en insektsart som först beskrevs av Baker 1925.  Laternaria viridicastanea ingår i släktet Laternaria och familjen lyktstritar. Inga underarter finns listade i Catalogue of Life.